# Напад на Ріо Браво
Напад на Ріо Браво — американський художній фільм у жанрі вестерн 2023 року. Продюсером і виконавцем головної ролі в ньому став Невський Олександр Олександрович.

## Сюжет
1873 рік, східний Техас. Безстрашний російський іммігрант і герой Громадянської війни Іван (Джон Безіл) Турчин повертається в містечко "Сліпа каплиця", дорогою розібравшись із парою невдалих грабіжників і гуманно зберігши їм життя. У самому містечку існує антагонізм між корумпованим мером і благородним шерифом. Шериф пропонує побудувати школу для освіти дітей, мер же вважає, що краще побудувати бордель для збільшення доходів, адже в містечку немає жодної дитини, зате є кілька молодих жінок, яким потрібна робота. У містечко прибувають маршал з помічником і полоненим ватажком банди "Пекельні гончаки".
Незважаючи на заперечення мера, шериф міста дозволяє маршалу зупинитися та ув'язнює ватажка в місцевий тюрьмі. Незабаром туди ж прибувають агенти Пінкертона з паперами, які хочуть забрати бандита з собою. 
Джон Безіл помічає кров, що стікає на комірі сорочки одного з "агентів", що призводить до перестрілки. Джон влучно ліквідує злочинців, які змогли вбити помічника та легко поранити в груди маршала. 
Стає зрозуміло, що за відбиття ватажка банди йде серйозне полювання. Метушливий мер сіє паніку серед жителів містечка, закликаючи їх розбігатися, і вони усі ховаються в місцевій церкві. 
Тим часом одна з місцевих жінок, за відсутності гідної роботи і заробітку в містечку змушена підробляти інформатором тієї самої банди "Пекельні гончаки", зустрічається із помічником ватажка банди і розповідає йому про провал спецоперації розвідників банди, які діяли під прикриттям агентів Пінкертона.
Заступник ватажка влаштовує не надто чесний бій на ножах із полоненим і попередньо до смерті заляканим справжнім агентом, у якого дозорний "Пекельних гончаків" запозичив документи й сорочку з кров'ю, яка їх видала, після чого виголошує промову, спрямовану на особистісний ріст членів банди, яка закликає врятувати свого ватажка з лап правосуддя.Банда сідає по конях і скаче в містечко, щоб розорити його і визволити ватажка.
Джон Безіл та інші свідомі громадяни готуються до зустрічі з бандитами. Джон пояснює, що для того, щоб перемогти сильного ворога, потрібно бути самому сильнішим за нього, і розповідає, що під час війни він зі своїм загоном розграбував ціле місто, тож якісь бандити, які намагаються розорити якусь глушину, йому, м'яко кажучи, не рівня. Іван дістає зброю, одягається в чорну шкіру і починає точно і делікатно нейтралізовувати бандитів, не допускаючи промахів і не дирявлячи кулями будівель місцевого муніципалітету. 
Під час бою матеріалізується бандитське підкріплення, але і воно швидко отримує заслужену кару від рук Джона та маршала і шерифа, які вийшли з укриття відпочити. Однак помічник ватажка бере в заручники місцевого священика та погрожуючи підпалити церкву з необачно набитими туди людьми, змушує випустити ватажка банди.
Ватажок, у якого, мабуть, затекли руки від довгого ув'язнення, розстрілює священика і потім наказує підпалити церкву. Але бандитів перериває Джон, усуваючи передостанніх членів банди. 
Заступник ватажка, бачачи, що Безіл розстріляв усі кулі з свого револьвера, зловтішно збирається його вбити, але не помічає, що в Джона є револьвер і в іншій руці, і припиняє своє існування.
Джон Безіл влаштовує фінальну дуель із ватажком банди і знову завдяки своїй реакції та влучності виходить із неї переможцем. Поранений ватажок каже, що він та Джон однакові. Однак він помиляється - вбивця і грабіжник-мародер являють собою абсолютно різні явища, тому Джонзалишає його в живих, і маршал, забравши ватажка, щоб доставити його до місця страти, їде на захід сонця.

## В ролях
- Олександр Невський — «Іван Турчанінов»
- Олів'є Грюнер
- Маттіас Г'юз
- Натали Денис Шперл
- Роберт Лівінгстон
- Анна Оріс

## Виробництво
Режисером картини став Джо Корнет, сценарій написав Крейг Хаманн. Продюсер — Олександр Невський, котрий виконав головну роль. 
Зйомки, проходили в Арізоні, закінчились в червні 2021 року, в липні вийшов трейлер.
Прем'єра спочатку була запланова на весну 2022 року, але пізніше її відклали. Прем'єра картини відбулася 17 січня 2023 року.
У серпні 2021 року Олександр Невський повідомив, що фільм отримає сиквел, зйомки якого заплановані на листопад 2021 року.

## Примітка
1. 1 2  Person Profile // Internet Movie Database — 1990.
2. ↑  Александр Невский стреляет с двух револьверов на съемках нового боевика. Его сравнивают с «Джоном Уиком»
3. ↑  Вышел трейлер вестерна Александра Невского «Нападение на Рио Браво»
4. ↑  Первый трейлер вестерна «Нападение на Рио Браво» с Александром Невским
5. ↑  Александр Невский снялся в вестерне «Нападение на Рио Браво». Трейлер
6. ↑  Александр Невский представил трейлер вестерна «Нападение на Рио Браво»
7. ↑  Gunfight at Rio Bravo - Rotten Tomatoes. www.rottentomatoes.com (англ.). Процитовано 18 березня 2023.
8. ↑  У вестерна Александра Невского "Нападение на Рио Браво" будет сиквел. Российская газета. 9 серпня 2021. Процитовано 18 березня 2023.